# (214) Asera
(214) Asera es un asteroide perteneciente al cinturón de asteroides descubierto el 29 de febrero de 1880 por Johann Palisa desde el observatorio de Pula, Croacia.
Está nombrado por Asera, otro nombre de la diosa cananea Astarot.